# 극락조자리 에타
봉황자리 에타(η Aps)는 극락조자리 방향에 보이는 항성이다. 히파르코스 계획으로 얻은 시차에 따르면 이 별은 지구로부터 약 138광년 떨어져 있다. 겉보기 등급은 +4.9이며 남반구 하늘에서 맨눈으로 볼 수 있다.
이 별의 질량은 태양보다 약 77퍼센트 더 무겁고 반지름은 태양의 약 2.13배이다. 밝기는 태양의 15.5배이며 외곽 대기의 유효온도는 약 7,860 켈빈이다. 에타는 젊은 별로 나이는 약 2억 5,000만 년이다.
극락조자리 에타는 분광형상 Am 별인데 이는 항성의 스펙트럼이 화학적으로 특이성을 보여준다는 뜻이다. 특히 크로뮴과 유로퓸이 많은 A2형 항성이다. 스펙트럼으로 이 별의 표면 자기장의 힘이 대략 306 가우스임을 알 수 있다. 스피처 우주 망원경의 관측에 기반할 때 이 계(系)는 24 마이크로미터의 적외선 초과를 보인다. 이는 항성으로부터 31 천문단위 이상 떨어져 있는 별주위 먼지 원반 때문일 가능성이 있다.

## 이름
극락조자리의 중국식 명칭은 ‘이작’(異雀, Yì Què, ‘이국적인 새’라는 의미임)이며 이 별자리를 구성하는 대표적인 항성으로는 극락조자리 에타, 제타, 요타, 베타, 감마, 델타, 델타1, 알파, 엡실론이 있다. 에타별의 명칭은 ‘이작칠’(異雀七, Yì Què qī, 이작의 일곱 번째 별)이다.